# Jules-Auguste Béclard
Pour les articles homonymes, voir Béclard.

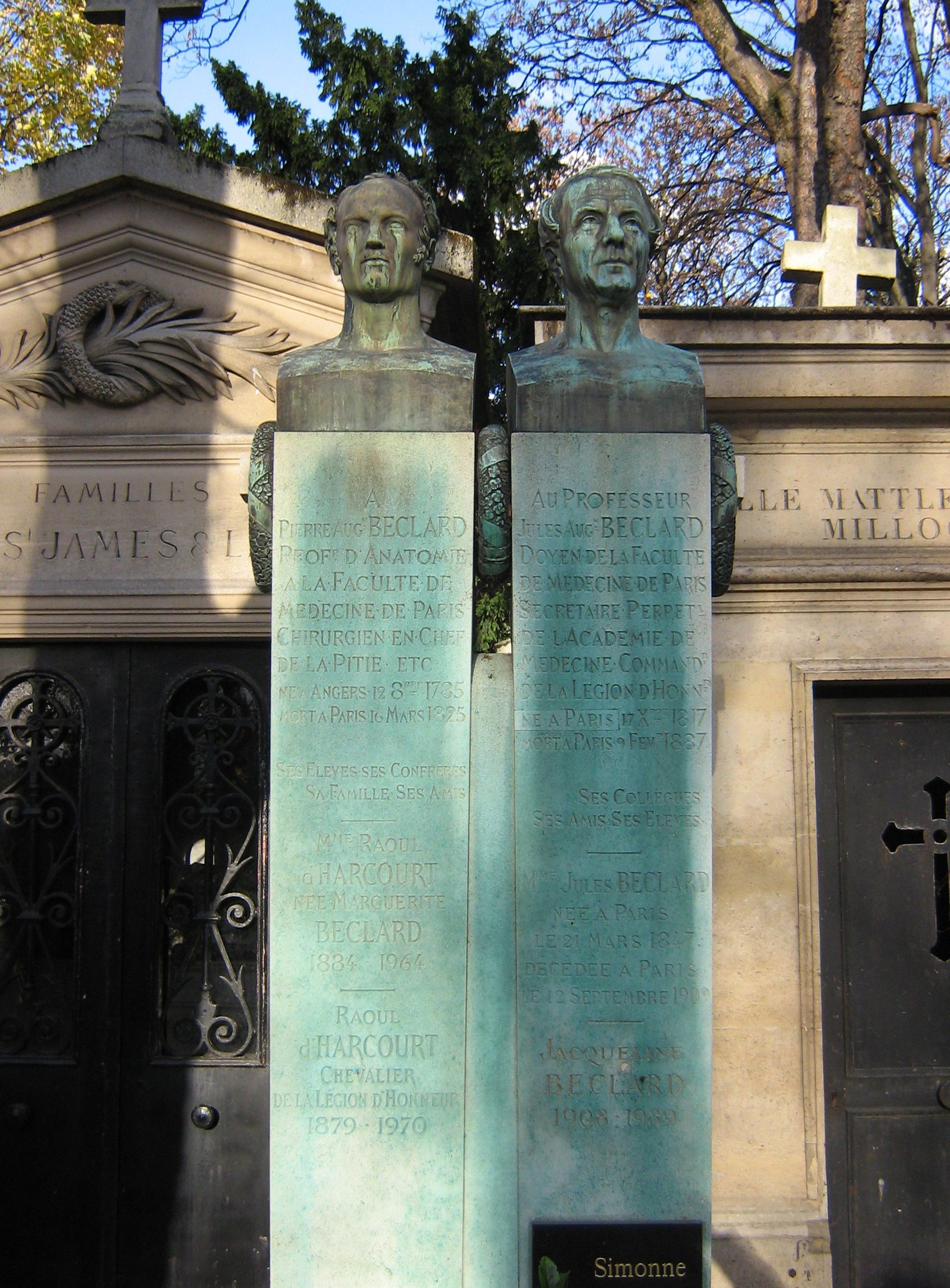
Bustes de Jules et Pierre Béclard par le sculpteur Gustave Crauk, au cimetière du Père Lachaise

Jules-Auguste Béclard est un médecin et homme politique français né le 17 décembre 1817 à Paris et mort le 9 février 1887. Il est le fils de l'anatomiste Pierre-Augustin Béclard.

## Médecin et professeur
Professeur de physiologie à la faculté de médecine, il est de 1862 à 1872 secrétaire annuel, puis de 1873 à 1887 secrétaire perpétuel de l'Académie de médecine. Il fait partie de la Société d'anthropologie de Paris, dont il est président en 1862, et de la Société médicale des hôpitaux de Paris.
Béclard est notamment l'auteur d'un Traité élémentaire de physiologie humaine comprenant les principales notions de la physiologie comparée (1856).

## Homme politique

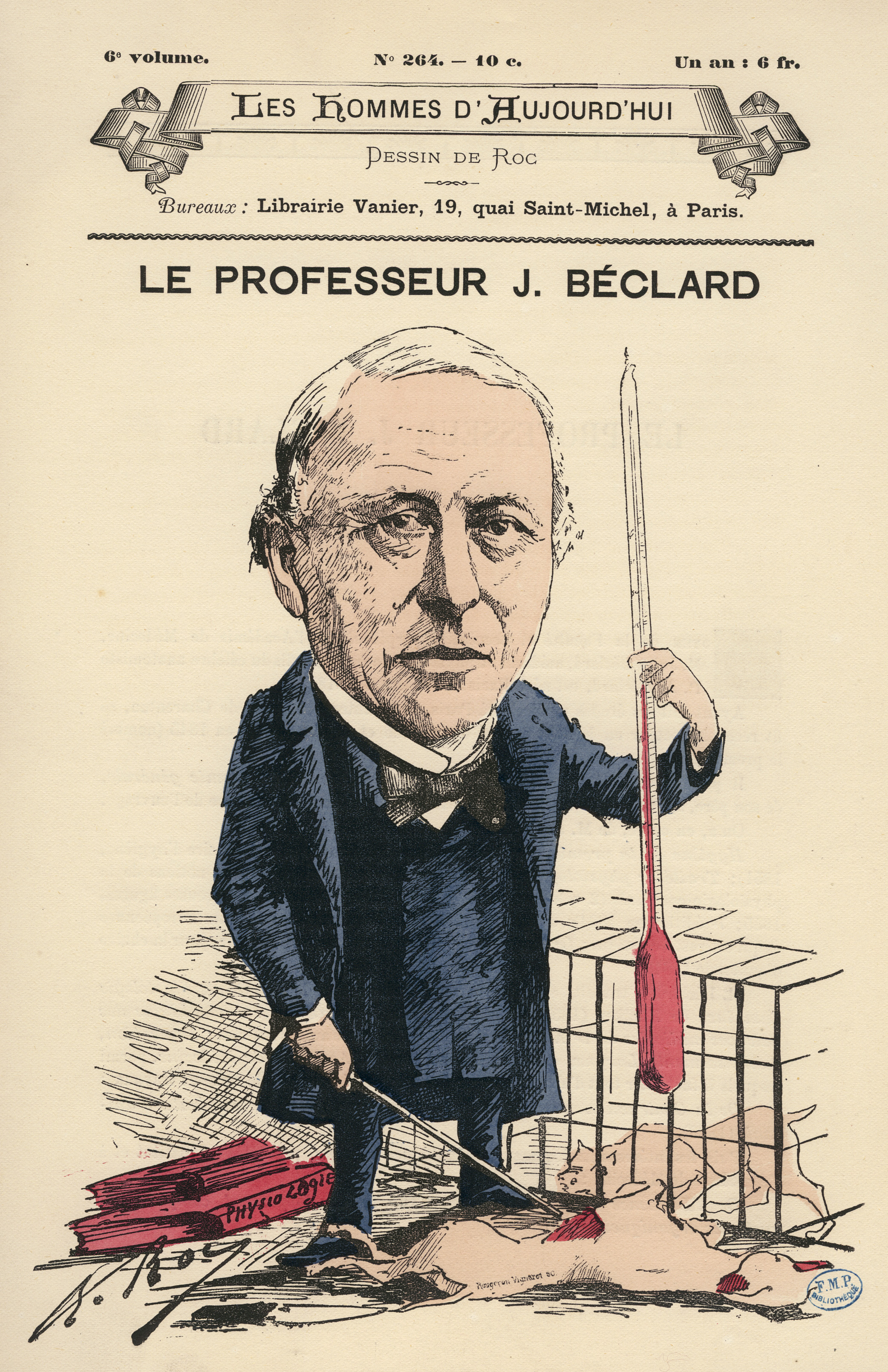
Le professeur Béclard, dessin de Floc, "Les Hommes d'aujourd'hui".

Jules-Auguste Béclard est élu conseiller général de la Seine pour le canton de Charenton-le-Pont le 15 octobre 1871 en tant que républicain. Il est réélu en 1875 puis en 1878.
Il est candidat lors de l’élection législative du 6 mars 1876 dans la deuxième circonscription de l’arrondissement de Sceaux. Il recueille 4 967 voix au second tour, soit 46,1% des suffrages, face à Alfred Talandier, radical, classé à l’extrême gauche, qui est élu.
Béclard était commandeur de la Légion d'honneur. Il est mort le 9 février 1887 en son domicile de l'école médecine dans le 6e arrondissement de Paris et est inhumé au Cimetière du Père-Lachaise (8e division),.

## Distinctions
- Commandeur de la Légion d'honneur

## Livres
" Traité élémentaire de physiologie comprenant les principales notions de la physiologie comparée ", Asselin et Cie Éditeurs, Paris, 7ème édition entièrement refondue, 2 tomes (T. 1 : 1880 & T. 2 : 1884).